# Ospedaletto Lodigiano
Ospedaletto Lodigiano est une commune italienne de la province de Lodi, dans la région Lombardie.

## Administration
| Période                                  | Période | Identité | Étiquette | Qualité |
| ---------------------------------------- | ------- | -------- | --------- | ------- |
|                                          |         |          |           |         |
| Les données manquantes sont à compléter. |         |          |           |         |

### Communes limitrophes
Brembio, Casalpusterlengo, Livraga, Somaglia, Orio Litta, Senna Lodigiana

## Personnalités liées à la commune
- Ambrogio Minoja (1752-1825), compositeur et professeur de chant.